# Friedrich von der Heyden-Rynsch
Ferdinand Florens Christoph Gisbert Wilhelm Friedrich Freiherr von der Heyden-Rynsch (* 9. Oktober 1800 in Unna; † 21. November 1868 in Haus Ruhr) war ein deutscher Rittergutsbesitzer und Politiker aus der Adelsfamilie Heyden-Rynsch.

## Leben
Von der Heyden-Rynsch war der Sohn des preußischen Majors und Rittergutsbesitzers Friedrich Wilhelm von der Heyden-Rynsch (getauft 9. Mai 1760 in Kaldenhof; † 29. Juli 1812 in Winnekendonk) und dessen Ehefrau Maria Rosina Elisabeth geborene Möllenhoff (getauft 23. November 1775 in Unna; 26. Dezember 1818 in Winnekendonk). Er war evangelisch und heiratete am 9. Oktober 1823 Caroline Christina Ferdinandine Lesette Groote (oder Grote) (* 1. April 1802 in Unna; † 30. Dezember 1868 in Haus Ruhr). Otto von der Heyden-Rynsch war der Sohn seines Bruders Bernhard und damit sein Neffe. Seine Tochter Emma Theresia heiratete Otto von Klocke.
Von der Heyden-Rynsch absolvierte ein Forststudium an der Forstliche Hochschule Tharandt. Er wurde Bürgermeister der Gemeinden Sonsbeck und Labbeck sowie von Winnekendonk. Er war Amtmann des Amtes Westhofen und ab 1864 dort Ehrenamtmann. Er lebte als Rittergutsbesitzer auf Haus Ruhr und war auch Eigentümer von Haus Winkel.
Er war von 1843 bis 1845 für den Stand der Ritterschaft Abgeordneter zum Provinziallandtag der Rheinprovinz. 1847 war er Mitglied im Ersten und 1848 im Zweiten Vereinigten Landtag. Von 1854 bis 1858 war er stellvertretender Abgeordneter im Provinziallandtag, wurde aber jeweils als Stellvertreter in den Landtag berufen. Von 1860 bis 1868 war er erneut Abgeordneter.
1845 wurde er mit dem Roten Adlerorden 4. Klasse ausgezeichnet. Er ist, wie auch seine Frau, auf dem Alten Friedhof in Sonsbeck begraben.